# Dihtiari
Dihtiari (ukrainien : Дігтярі, russe : Дегтяри) est une commune urbaine de l'oblast de Tchernihiv, en Ukraine. Elle compte 1 181 habitants en 2021.